# Stolonifera
Stolonifera är en underordning av nässeldjur. Stolonifera ingår i klassen koralldjur.